# Fraserburgh
Fraserburgh (gael. A’ Bhruaich) – miasto we wschodniej Szkocji, w Aberdeenshire, przy drodze A90. Położone ok. 64 km na północ od Aberdeen. Znajduje się tam największy w Europie port do połowu skorupiaków. W 2008 roku wyłowiono ich tam ogółem 12 000 ton. Miasto portowe, bazujące na zakładach przetwórstwa rybnego. W mieście rozwinął się przemysł stoczniowy. Duże skupisko imigrantów polskich i litewskich.

## Współpraca
- Bressuire, Francja